# Жемчужный лук
Жемчужный лук — общее название головок некоторых сортов лука репчатого и родственных растений (в первую очередь, лука виноградного), которые отличаются миниатюрностью, что обуславливает специфику их кулинарного использования. 
Традиционно, под жемчужным луком понимались, в первую очередь, головки лука виноградного, однако сегодня значительная часть жемчужного лука представляет собой миниатюрный репчатый лук. Выращивание жемчужного лука распространено в Центральной Европе — Германии, Италии, Нидерландах. Наиболее частым способом использования жемчужного лука является маринование. Маринованный жемчужный лук может использоваться в качестве самостоятельной закуски или добавляться в другие блюда. Наиболее известным и специфическим способом использования маринованного жемчужного лука является его добавление в некоторые алкогольные коктейли, например, в коктейли на основе мартини.
В русскоязычных публикациях «жемчужным луком» может также именоваться лук-порей, в западных публикациях — виноградный лук, вне зависимости от формы приготовления.